# Тайлерсбург (Пенсільванія)
Тайлерсбург (англ. Tylersburg) — переписна місцевість (CDP) в США, в окрузі Клеріон штату Пенсільванія. Населення — 157 осіб (2020).

## Географія
Тайлерсбург розташований за координатами 41°22′58″ пн. ш. 79°18′59″ зх. д. / 41.38278° пн. ш. 79.31639° зх. д. (41.382740, -79.316458).  За даними Бюро перепису населення США в 2010 році переписна місцевість мала площу 1,54 км², з яких 1,53 км² — суходіл та 0,01 км² — водойми.

## Демографія
Згідно з переписом 2010 року, у переписній місцевості мешкало 196 осіб у 74 домогосподарствах у складі 58 родин. Густота населення становила 127 осіб/км².  Було 81 помешкання (53/км²).
Расовий склад населення:
| - 99,0 % — білих |

До двох чи більше рас належало 1,0 %. Частка іспаномовних становила 2,0 % від усіх жителів.
За віковим діапазоном населення розподілялося таким чином: 18,9 % — особи молодші 18 років, 70,4 % — особи у віці 18—64 років, 10,7 % — особи у віці 65 років та старші. Медіана віку мешканця становила 43,5 року. На 100 осіб жіночої статі у переписній місцевості припадало 102,1 чоловіків;  на 100 жінок у віці від 18 років та старших — 101,3 чоловіків також старших 18 років.
Середній дохід на одне домашнє господарство  становив 52 166 доларів США (медіана — 60 714), а середній дохід на одну сім'ю — 63 463 долари (медіана — 65 313). За межею бідності перебувало 6,1 % осіб, у тому числі 0,0 % дітей у віці до 18 років та 45,5 % осіб у віці 65 років та старших.
Цивільне працевлаштоване населення становило 30 осіб. Основні галузі зайнятості: освіта, охорона здоров'я та соціальна допомога — 33,3 %, транспорт — 13,3 %, роздрібна торгівля — 13,3 %.